# Lycocerus nigricollis
Lycocerus nigricollis es una especie de coleóptero de la familia Cantharidae.

## Distribución geográfica
Habita en Taiwán.